# Mimosybra similis
Mimosybra similis là một loài bọ cánh cứng trong họ Cerambycidae.